# Brits zonevoetbalkampioenschap 1945/46
Het Brits zonevoetbalkampioenschap 1945/46 was het eerst voetbalkampioenschap van de Britse bezettingszone in Duitsland. Het georganiseerde voetbal door de DFB was er niet in de eerste jaren na de Tweede Wereldoorlog. Echter werden in de verschillende bezettingszones wel kampioenschappen gespeeld.  

## Noord-Duitsland

### Hamburg
| Plaats | Club                  | Wed. | W  | G | V  | Saldo | Ptn.  |
| ------ | --------------------- | ---- | -- | - | -- | ----- | ----- |
| 01.    | Hamburger SV          | 12   | 10 | 2 | 0  | 75:11 | 22:2  |
| 02.    | FC St. Pauli          | 12   | 10 | 1 | 1  | 54:10 | 21:3  |
| 03.    | Altonaer FC 1893      | 12   | 8  | 1 | 3  | 36:12 | 17:7  |
| 04.    | SpVgg Blankenese      | 12   | 7  | 2 | 3  | 28:30 | 16:8  |
| 05.    | Union 03 Altona       | 12   | 6  | 3 | 3  | 27:26 | 15:9  |
| 06.    | SC Concordia Hamburg  | 12   | 7  | 0 | 5  | 51:27 | 14:10 |
| 07.    | Eimsbütteler TV       | 12   | 6  | 0 | 6  | 47:23 | 12:12 |
| 08.    | SC Victoria Hamburg   | 12   | 5  | 2 | 5  | 30:31 | 12:12 |
| 09.    | Post SV Hamburg       | 12   | 5  | 0 | 7  | 32:51 | 10:14 |
| 10.    | Viktoria Wilhelmsburg | 12   | 3  | 1 | 8  | 25:49 | 07:17 |
| 11.    | TuS Finkenwärder      | 12   | 3  | 0 | 9  | 16:62 | 06:18 |
| 12.    | SV West-Eimsbüttel    | 12   | 1  | 1 | 10 | 14:56 | 03:21 |
| 13.    | Wilhelmsburger FV 09  | 12   | 0  | 1 | 11 | 17:64 | 01:23 |

### Sleeswijk-Holstein
Bezirk Nord
| Plaats | Club                 | Wed. | W | G | V | Saldo | Ptn. |
| ------ | -------------------- | ---- | - | - | - | ----- | ---- |
| 01.    | ATSV Flensburg       |      |   |   |   |       |      |
| 02.    | TSV Rot-Weiß Niebüll |      |   |   |   |       |      |
| 03.    | SV Schleswig 06      |      |   |   |   |       |      |
| 04.    | SpVgg Flensburg 08   |      |   |   |   |       |      |
| 05.    | SpVgg Husum 18       |      |   |   |   |       |      |

Bezirk Ost A
| Plaats | Club                | Wed. | W | G | V | Saldo  | Ptn.  |
| ------ | ------------------- | ---- | - | - | - | ------ | ----- |
| 1.     | Eckernförder SV     | 6    | 5 | 1 | 0 | 25: 5  | 11:1  |
| 2.     | Holstein Kiel       | 6    | 5 | 0 | 1 | 45: 3  | 10:2  |
| 3.     | VfB Kiel            | 6    |   |   |   | 19 :20 | 07:5  |
| 4.     | Comet Kiel          | 7    |   |   |   | 19 :21 | 07:7  |
| 5.     | Gut-Heil Neumünster | 5    |   |   |   | 17 :29 | 05:5  |
| 6.     | Eintracht Kiel      | 6    |   |   |   | 23 :29 | 04:8  |
| 7.     | TSV Gaarden         | 7    |   |   |   | 18 :31 | 04:10 |
| 8.     | Olympia Neumünster  | 5    | 0 | 0 | 5 | 9:37   | 00:10 |

Bezirk Ost B
| Plaats | Club                 | Wed. | W | G | V | Saldo | Ptn. |
| ------ | -------------------- | ---- | - | - | - | ----- | ---- |
| 01.    | FC Kilia Kiel        |      |   |   |   |       |      |
| 02.    | SC Friedrichsort 08  |      |   |   |   |       |      |
| 03.    | Rendsburger TSV      |      |   |   |   |       |      |
| 04.    | TuS Borussia Gaarden |      |   |   |   |       |      |

Bezirk Süd
| Plaats | Club                  | Wed. | W | G | V  | Saldo | Ptn.  |
| ------ | --------------------- | ---- | - | - | -- | ----- | ----- |
| 1.     | VfB Lübeck            | 8    | 8 | 0 | 0  | 30:4  | 16:0  |
| 2.     | LBV Phönix            | 10   | 8 | 0 | 2  | 39:14 | 16:4  |
| 3.     | VfL Oldesloe          | 12   | 8 | 0 | 4  | 30:24 | 16:8  |
| 4.     | TSV Schlutup          | 11   | 6 | 1 | 4  | 32:13 | 13:9  |
| 5.     | TSV Kücknitz          | 12   | 5 | 2 | 5  | 19:28 | 12:12 |
| 6.     | Lübecker SV Gut Heil  | 11   | 4 | 3 | 4  | 25:28 | 11:11 |
| 7.     | ATV Moisling          | 10   | 4 | 0 | 6  | 15:31 | 08:12 |
| 8.     | ATV Marli             | 12   | 1 | 3 | 8  | 17:28 | 05:19 |
| 9.     | SV Victoria 08 Lübeck | 12   | 0 | 1 | 11 | 12:49 | 01:23 |

### Nedersaksen
Oberliga Niedersachsen Süd
| Plaats | Club                   | Wed. | W | G | V | Saldo | Ptn.  |
| ------ | ---------------------- | ---- | - | - | - | ----- | ----- |
| 01.    | TSV Braunschweig       | 9    | 7 | 0 | 2 | 28:13 | 14:4  |
| 02.    | Wolfenbütteler SV      | 9    | 6 | 1 | 2 | 28:17 | 13:5  |
| 03.    | Hannover 96            | 9    | 6 | 0 | 3 | 19:15 | 12:6  |
| 04.    | Werder Hannover        | 9    | 5 | 1 | 3 | 28:11 | 11:7  |
| 05.    | Arminia Hannover       | 9    | 4 | 3 | 2 | 22:23 | 11:7  |
| 06.    | Schwarz-Gelb Göttingen | 9    | 4 | 1 | 4 | 31:21 | 09:9  |
| 07.    | 07 Linden              | 9    | 3 | 2 | 4 | 27:23 | 08:10 |
| 08.    | VfB Brunswick          | 9    | 2 | 2 | 5 | 14:33 | 06:12 |
| 09.    | VfB Peine              | 9    | 2 | 1 | 6 | 16:25 | 05:13 |
| 10.    | VfV Hildesheim         | 9    | 0 | 1 | 8 | 11:46 | 01:17 |

Stadtmeisterschaft Bremen
| Plaats | Club           | Wed. | W | G | V | Saldo | Ptn. |
| ------ | -------------- | ---- | - | - | - | ----- | ---- |
| 1.     | Werder Bremen  |      |   |   |   | :     | 9:?  |
| 2.     | ASV Blumenthal |      |   |   |   | :     | 6:?  |
| 3.     | Bremer SV 06   |      |   |   |   | :     | 3:?  |
| 4.     | VfL Hemelingen |      |   |   |   | :     | 2:?  |

Stadtmeisterschaft Osnabrück
| Plaats | Club                   | Wed. | W | G | V | Saldo | Ptn.  |
| ------ | ---------------------- | ---- | - | - | - | ----- | ----- |
| 1.     | TuS Haste 01           | 14   |   |   |   | 74:22 | 24:04 |
| 2.     | Eintracht Osnabrück    | 14   |   |   |   | 65:27 | 23:05 |
| 3.     | 1. FSV Osnabrück       | 14   |   |   |   | 66:21 | 21:07 |
| 4.     | Grün-Weiß Osnabrück    | 14   |   |   |   | 25:37 | 14:14 |
| 5.     | Fortuna Osnabrück      | 14   |   |   |   | 36:56 | 10:18 |
| 6.     | Sportfreunde Osnabrück | 14   |   |   |   | 30:48 | 09:19 |
| 7.     | TSG Osnabrück          | 14   |   |   |   | 16:71 | 07:21 |
| 8.     | SV Eversberg           | 14   |   |   |   | 29:56 | 04:24 |

Kreismeisterschaft Lüneburg
| Plaats | Club               | Wed. | W | G | V | Saldo | Ptn.  |
| ------ | ------------------ | ---- | - | - | - | ----- | ----- |
| 1.     | Teutonia Uelzen    | 6    |   |   |   | 27:11 | 10:02 |
| 2.     | SC Uelzen 09       | 6    |   |   |   | 17:13 | 09:03 |
| 3.     | Eintracht Lüneburg | 6    |   |   |   | 15:12 | 08:04 |
| 4.     | FS Lüneburg        | 6    |   |   |   | 14:18 | 05:07 |
| 5.     | Lüneburger SK      | 6    |   |   |   | 13:20 | 04:08 |
| 6.     | SV Munster         | 6    |   |   |   | 13:16 | 04:08 |
| 7.     | TSC Winsen-Borstel | 6    |   |   |   | 12:21 | 02:10 |

### Eindronde
De eindronde werd gestart, maar vanaf de kwartfinale werd deze door de Britse bezetter verboden, wel werden de kwartfinales nog afgewerkt als vriendschappelijke wedstrijden. De clubs uit Kiel werden al eerder uitgesloten. 

Kwalificatie Sleeswijk-Holstein:
| Thuisploeg |   | Uitploeg       | Uitslag |
| ---------- | - | -------------- | ------- |
| VfB Lübeck | - | ATSV Flensburg | 4:3     |

Voorronde:
| Thuisploeg       |   | Uitploeg          | Uitslag     |
| ---------------- | - | ----------------- | ----------- |
| Werder Bremen    | – | Hannover 96       | 2:1         |
| Teutonia Uelzen  | – | Hamburger SV      | 1:4         |
| Altona 93        | – | VfB Lübeck        | 4:0         |
| TSV Braunschweig | – | Wolfenbütteler SV | 2:1         |
| 1. FSV Osnabrück | – | ATS Bremerhaven   | 2:1         |
| Arminia Hannover | – | Bremer SV 06      | 3:2 n.V.    |
| SpVgg Blankenese | – | Kilia Kiel        | weggevallen |
| FC St. Pauli     | – | Holstein Kiel     | weggevallen |

Kwartfinale:
| Thuisploeg       |   | Uitploeg         | Uitslag |
| ---------------- | - | ---------------- | ------- |
| Altona 93        | – | TSV Braunschweig | 3:5     |
| Hamburger SV     | – | Werder Bremen    | 2:1     |
| 1. FSV Osnabrück | – | FC St. Pauli     | 4:2     |
| Arminia Hannover | – | SpVgg Blankenese | 1:1     |

## West-Duitsland

### Westfalen
De Landesliga Westfalen was de opvolger van de Gauliga Westfalen. De 18 clubs die tussen 1939 en 1944 in de Gauliga speelden mochten aantreden verdeeld over twee groepen. Beide groepswinnaars mochten van de Britse bezetter geen finale spelen om de algemene titel.  

Groep 1
| Plaats | Club                    | Wed. | W  | G | V  | Saldo | Ptn.  |
| ------ | ----------------------- | ---- | -- | - | -- | ----- | ----- |
| 1.     | FC Schalke 04           | 16   | 13 | 2 | 1  | 60:13 | 28:04 |
| 2.     | SC Westfalia 04 Herne   | 16   | 9  | 1 | 6  | 45:26 | 19:13 |
| 3.     | Alemannia Gelsenkirchen | 16   | 8  | 3 | 5  | 36:24 | 19:13 |
| 4.     | SpVgg Röhlinghausen     | 16   | 6  | 5 | 5  | 27:22 | 17:15 |
| 5.     | STV Horst-Emscher       | 16   | 7  | 2 | 7  | 39:41 | 16:16 |
| 6.     | Union Gelsenkirchen     | 16   | 5  | 5 | 6  | 17:32 | 15:17 |
| 7.     | VfL Bochum              | 16   | 6  | 1 | 9  | 34:39 | 13:19 |
| 8.     | SG Wattenscheid 09      | 16   | 3  | 3 | 10 | 16:56 | 9:23  |
| 9.     | SSV Hagen               | 16   | 3  | 2 | 11 | 18:39 | 08:24 |

Groep 2
| Plaats | Club                        | Wed. | W  | G | V  | Saldo | Ptn.  |
| ------ | --------------------------- | ---- | -- | - | -- | ----- | ----- |
| 1.     | SpVgg Erkenschwick          | 16   | 11 | 3 | 2  | 49:21 | 25:07 |
| 2.     | SC Preußen Münster          | 16   | 8  | 4 | 4  | 48:35 | 20:12 |
| 3.     | VfL Altenbögge              | 16   | 8  | 4 | 4  | 25:23 | 20:12 |
| 4.     | Borussia Dortmund           | 16   | 7  | 5 | 4  | 49:33 | 19:13 |
| 5.     | SpVgg Herten                | 16   | 6  | 4 | 6  | 32:27 | 16:16 |
| 6.     | VfB 03 Bielefeld            | 16   | 6  | 3 | 7  | 29:38 | 15:17 |
| 7.     | Arminia Marten              | 16   | 5  | 5 | 6  | 28:33 | 15:17 |
| 8.     | Arminia Bielefeld           | 16   | 4  | 6 | 6  | 21:34 | 14:18 |
| 9.     | VfB Alemannia 1897 Dortmund | 16   | 0  | 0 | 16 | 22:59 | 00:32 |

### Mittelrhein
Van de voorronde is enkel de eindstand van de groep Aachen bekend gebleven. Düren en Troisdorf speelden nog om de titel, die wedstrijd eindigde op 2:2 en er kwam geen replay waardoor Düren de titel kreeg toegewezen op basis van een beter doelsaldo. 

Kreis Aachen
| Plaats | Club                          | Wed. | W | G | V | Saldo | Ptn. |
| ------ | ----------------------------- | ---- | - | - | - | ----- | ---- |
| 1.     | SV Rhenania Würselen          | 8    | 5 | 2 | 1 | 18:8  | 12:4 |
| 2.     | TSV Alemannia Aachen          | 8    | 5 | 0 | 3 | 16:11 | 10:6 |
| 3.     | VSuS Borussia Brand 08 Aachen | 8    | 3 | 2 | 3 | 8:11  | 8:8  |
| 4.     | Eschweiler SG                 | 8    | 2 | 2 | 4 | 10:17 | 6:10 |
| 5.     | Alsdorfer SV                  | 8    | 1 | 2 | 5 | 14:19 | 4:12 |

Finaleronde
| Plaats | Club                 | Wed. | W | G | V | Saldo | Ptn. |
| ------ | -------------------- | ---- | - | - | - | ----- | ---- |
| 1.     | SG Düren 99          | 5    | 4 | 0 | 1 | 26:6  | 8:2  |
| 2.     | SSV Troisdorf 05     | 5    | 4 | 0 | 1 | 16:8  | 8:2  |
| 3.     | SV Rhenania Würselen | 5    | 2 | 1 | 2 | 11:7  | 5:5  |
| 4.     | Schwarz-Weiß Köln    | 5    | 2 | 1 | 2 | 09:11 | 5:5  |
| 5.     | Grün-Weiß Oedingen   | 5    | 1 | 1 | 3 | 05:17 | 3:7  |
| 6.     | TuS Nümbrecht        | 5    | 0 | 1 | 4 | 02:20 | 1:9  |

### Niederrhein
Berg-Mark
| Plaats | Club                   | Wed. | W | G | V | Saldo | Ptn. |
| ------ | ---------------------- | ---- | - | - | - | ----- | ---- |
| 1.     | VfL Benrath            | 4    | 4 | 0 | 0 | 13:02 | 8:0  |
| 2.     | VfB Marathon Remscheid | 4    | 2 | 1 | 1 | 14:10 | 5:3  |
| 3.     | FC 1906 Ohligs         | 4    | 1 | 2 | 1 | 08:08 | 4:4  |
| 4.     | TSG Vohwinkel 1880     | 4    | 1 | 1 | 2 | 09:08 | 3:5  |
| 5.     | SV Borussia Velbert    | 4    | 0 | 0 | 4 | 04:20 | 0:8  |

Ruhr
| Plaats | Club                    | Wed. | W | G | V | Saldo | Ptn. |
| ------ | ----------------------- | ---- | - | - | - | ----- | ---- |
| 1.     | Preußen Essen           | 4    | 4 | 0 | 0 | 15:05 | 8:0  |
| 2.     | VfB Rellinghausen       | 4    | 2 | 0 | 2 | 06:07 | 4:4  |
| 3.     | Sportfreunde Katernberg | 4    | 2 | 0 | 2 | 06:08 | 4:4  |
| 4.     | TuRa 1886 Essen         | 4    | 1 | 0 | 3 | 09:12 | 2:6  |
| 5.     | VfR Kupferdreh          | 4    | 1 | 0 | 3 | 07:11 | 2:6  |

Rechter Niederrhein
| Plaats | Club                   | Wed. | W | G | V | Saldo | Ptn. |
| ------ | ---------------------- | ---- | - | - | - | ----- | ---- |
| 1.     | Rot-Weiß Oberhausen    | 4    | 4 | 0 | 0 | 20:03 | 8:0  |
| 2.     | Meidericher SpV        | 4    | 3 | 0 | 1 | 25:09 | 6:2  |
| 3.     | VfB Speldorf           | 4    | 1 | 0 | 3 | 09:13 | 2:6  |
| 4.     | VfB Lohberg            | 4    | 1 | 0 | 3 | 11:16 | 2:6  |
| 5.     | VfB Rheingold Emmerich | 4    | 1 | 0 | 3 | 03:27 | 2:6  |

Linker Niederrhein 

1ste ronde
| Thuisploeg       |   | Uitploeg         | Uitslag  |
| ---------------- | - | ---------------- | -------- |
| BV Kevelaer      | - | SpV Grefrath     | 4:2      |
| SpVgg Weißenberg | - | TuS Grevenbroich | 2:3 n.V. |
| TuS Lintfort     | - | Concordia Goch   | 8:0      |

2de ronde:
| Thuisploeg       |   | Uitploeg         | Uitslag |
| ---------------- | - | ---------------- | ------- |
| TuS Lintfort     | - | TuS Grevenbroich | 0:2     |
| Preussen Krefeld | - | BV Kevelaer      | 9:0     |

Halve finale
| Thuisploeg       |   | Uitploeg         | Uitslag  |
| ---------------- | - | ---------------- | -------- |
| Preussen Krefeld | - | Union Krefeld    | 3:2 n.V. |
| Rheydter SV      | - | TuS Grevenbroich | 5:0      |

Finale
| Team#1           |   | Team#       | Uitslag | Uitslag | Uitslag |
| ---------------- | - | ----------- | ------- | ------- | ------- |
| Preussen Krefeld | - | Rheydter SV | 0:2     | 1:3     | 1:5     |

#### Eindronde
Halve finale:
| Thuisploeg          |   | Uitploeg      | Uitslag  |
| ------------------- | - | ------------- | -------- |
| Rot-Weiß Oberhausen | - | Preußen Essen | 1:0 n.v. |
| VfL Benrath         | - | Rheydter SV   | 9:3      |

Finale:
| Thuisploeg          |   | Uitploeg    | Uitslag |
| ------------------- | - | ----------- | ------- |
| Rot-Weiß Oberhausen | - | VfL Benrath | 2:0     |

1945/46 · 1946/47 · 1947/48